# 上羽絵惣
上羽絵惣株式会社（うえばえそう）は、京都市下京区に本拠を置く絵具商である。

## 概要
1751年（宝暦元年）、初代ゑのぐや惣兵衛が、京都市下京区燈籠町（東洞院通松原上ル）にて創業。
7代目上羽庄三郎時代には、戦時中であり海外に頼っていた原料が入荷できなくなったことから、薬剤師の資格も持っていた庄三郎は、人造岩絵の具の開発に着手。天然岩絵具の主要原料を国産品で完成。昭和後期にはそれまで6、8、12の色数であった商品が戦後の経済成長とともに需要が高まり、9代目が18色の新彩岩絵具を考案。10代目時代に上羽絵具商店から上羽絵惣株式会社に社名変更。
バブル崩壊後、日本画向けの画材市場は10分の1に縮小。水溶性の胡粉ネイルを開発した。2020年9月には、京野菜から抽出した成分を使用した「京彩菜BBクリーム」を、2021年10月には国産ゆず成分配合の爪美容液「指先ウォータリングジェル」を販売した。

## 沿革
- 1751年（宝暦元年） - 初代ゑのぐや惣兵衛が、京都市下京区燈籠町（東洞院通松原上ル）にて創業[2]。
- 明治期 - 鉄鉢の携帯用として顔彩を考案[2]。
- 1912年（大正元年） - 京都洛南に工場を設置。日本画向けの多様な絵具を製造。「白狐」のトレードマーク考案[2]。
- 大正期 - 戦時中に海外からの原料が入荷途絶したことから7代目庄三郎が新主要原料を国産品で完成。人造岩絵具が開発される[2]。
- 昭和期 - 9代目が新彩岩絵具を考案[2]。
- 1989年（平成元年）- 上羽絵具商会から上羽絵惣株式会社に社名変更[2]。
- 2008年（平成20年） -  2月、上羽豊が10代目当主として代表取締役に就任[2]。
- 2010年（平成22年） -  3月、「胡粉ネイル」販売開始。第1回知恵ビジネスプランコンテスト認定[2]。
- 2012年（平成24年） -  「京都しゃぼんや」とのコラボレーション企画により、胡粉とオーガニック天然植物油から作った「胡粉石鹸」の販売開始[2]。
- 2014年（平成26年） -  上羽絵惣沖縄店開店[2]。
- 2015年（平成27年） -  2月、和のコスメ「kyo・miori」との共同開発により、「恋する珠肌はんどくりーむ」12種類を販売開始。4月、「宝石リップ」を販売開始。
- 2016年（平成28年） -  3月、より落としやすい「One Day Nail」胡粉ネイルの新シリーズ「輝かシリーズ」を販売開始。6月、第5回DBJ女性新ビジネスプランコンペティション（日本政策投資銀行主催）にて「女性起業優秀賞」受賞[2]。9月16日、爪に優しい「胡粉ネイル」の秋冬限定色発売[8]。
- 2019年（平成31年）4月、京の花をイメージした口紅「京花舞」。11月、薬用ハンドジュレ「瑞々」販売開始[9]。
- 2020年（令和2年） -  9月、京野菜から抽出した成分を使用した「京彩菜BBクリーム」を販売開始[1]。
- 2021年（令和3年） -  国産ゆず成分配合の爪美容液「指先ウォータリングジェル」を販売開始[1]。

## 主要商品

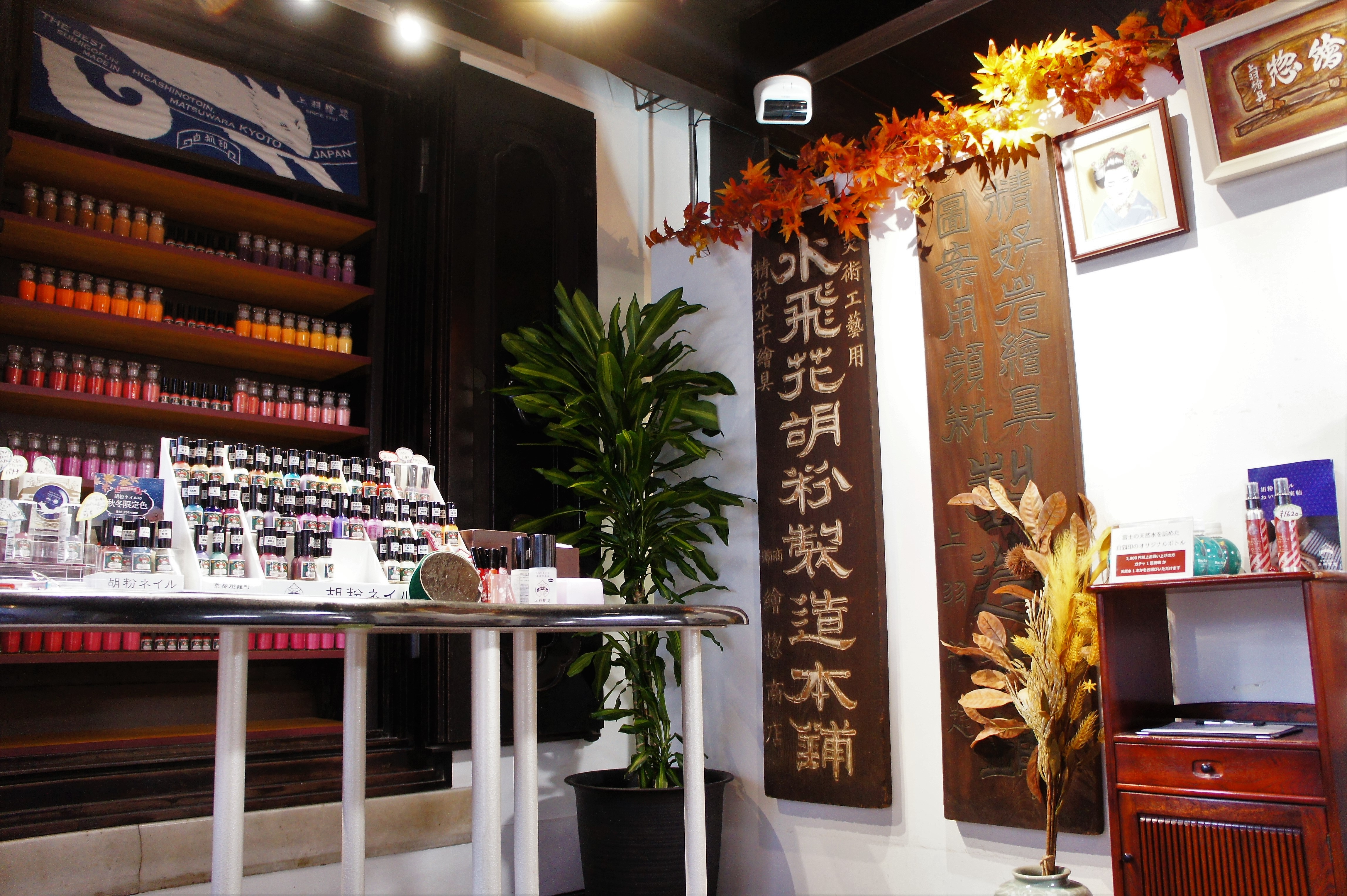
上羽絵惣店内

### 絵具

#### 胡粉
原料は北海道産ホタテ貝で、主成分は炭酸カルシウム。かつては瀬戸内産の牡蠣殻を主原料とした。日本画の白い絵具として、または下塗り、盛り上げに、混色させて淡い色をつくる際に使用される。

#### 岩絵具
東洋画、日本画で使用される。

#### 水干絵具
古くは泥絵具と呼ばれる。

#### 棒絵具
粉末の絵具を練り固め棒状にしたもの。

#### 顔彩・鉄鉢
日本画用絵具顔料に定着剤と天然デンプン質を加え作られる。小さい角容器に入れたものを顔彩、丸皿に入れたものは鉄鉢と呼ばれる。スケッチなどに使われる。

#### チューブ絵具
練絵具であり、日本画特有の技法である透明・不透明両用に使用できる。

### 口紅
「京花舞」 - 京の花をイメージした口紅。

### 薬用ハンドジュレ
「瑞々」 - 京都産の茶や絹、 その他植物に由来した成分を配合。

## メディア出演

### テレビ出演
- 2013年4月23日 - 毎日放送「ちちんぷいぷい」[10]
- 2013年9月2日 - TBS「はなまるマーケット」[11]「
- 2014年3月7日 - テレビ東京「所さんの学校では教えてくれないそこんトコロ!」[12]
- 2014年4月2日 - NHKニュースおはよう日本「まちかど情報室」[13]
- 2014年6月25日 - 毎日放送テレビ ちちんぷいぷい『プリマ旦那の若旦那21（トゥエンティーワン）』[14]
- 2019年2月17日 - TBS「坂上&指原のつぶれない店」[15]
- 2019年5月22日 - NHK BS1「Core Kyoto　京コスメ～雅に輝く美の魔法～」[12]
- 2019年6月4日 - 関西テレビ「噂の現場急行バラエティー レディース有吉」[12]
- 2019年6月5日 - MBS「京都知新」[12]
- 2020年1月23日 - TBS「グッとラック!」[16][17]
- 2021年7月9日 - KBS京都「きらきん!」[18][19]

### ラジオ出演
- 2021年2月6日 - TOKYO FM「みらい図鑑」[20]